# SN 2002ht
SN 2002ht – supernowa odkryta 2 listopada 2002 roku w galaktyce A033209-2741. W momencie odkrycia miała maksymalną jasność 25,50m.